# Operació Lava Jato
L'Operació Lava Jato és una xarxa de corrupció que es va desfermar al Brasil el març del 2014, amb investigacions en 40 països més.
Entre 2001 i 2016, Odebrecht i empreses relacionades van pagar més de 1.000 milions de dòlars en suborns amb relació a 100 projectes desenvolupats a 12 països: Angola, Argentina, Brasil, Colòmbia, República Dominicana, Equador]], Guatemala, Mèxic, Moçambic i Panamà.
Segons els investigadors, els càrrecs polítics de les empreses estatals extorsionaven sistemàticament suborns als proveïdors del sector privat. Part d'aquests suborns es van canalitzar a partits polítics (en particular, Partido do Movimento Democrático Brasileiro, Partit dels Treballadors, Partit Socialdemocràta i Progressistes), amb la finalitat de finançar il·legalment campanyes polítiques i beneficis personals. Les majors quantitats de suborns es van detectar al gegant petrolier Petrobras; Els directors de les empreses van negociar amb els contractistes per rebre soborns il·legals que van des de l'1% al 5% dels desemborsaments. Els investigadors també han afirmat que els contractistes van formar un càrtel, en el qual participaven els conglomerats d'enginyeria més grans del país com Odebrecht, Grupo OAS, Andrade Gutiérrez i Carioca Engenharia, per compartir contractes governamentals entre ells i col·ludir amb polítics corruptes. Suposadament, el càrtel també va operar en contractes signats directament amb agències governamentals, en projectes com la construcció d'estadis de futbol per a la Copa del Món de Futbol de 2014, el tercer reactor de la Central Nuclear Almirante Álvaro Alberto, la presa de Belo Monte i els ferrocarrils Nord-Sud i Fiol. Els fiscals també van fer un seguiment de les operacions a l'estranger i van cooperar amb autoritats de 61 països, entre els quals Suïssa, els Estats Units i el Perú van ser les parts col·laboradores més freqüents.